# Cribas
Cribas (Kribas) ist ein osttimoresischer Suco im Verwaltungsamt Manatuto (Gemeinde Manatuto).

## Geographie

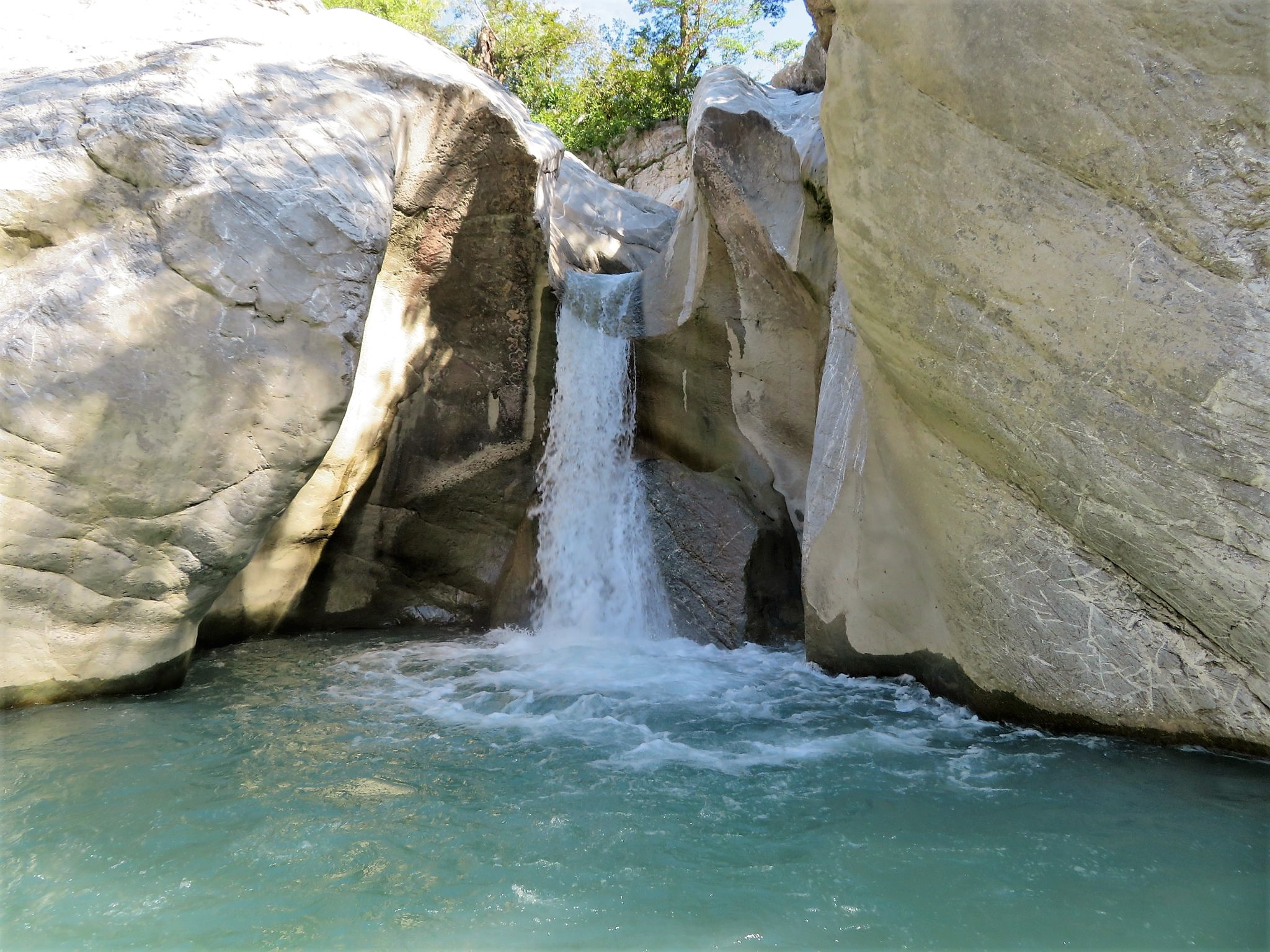
Der Cribas-Wasserfall (2022)

Vor der Gebietsreform 2015 hatte Cribas eine Fläche von 97,93 km². Nun sind es 98,10 km². Der Suco bildet den Süden des Verwaltungsamts Manatuto. Nördlich liegen die Sucos Aiteas und Ailili. Im Westen grenzt Cribas an das Verwaltungsamt Laclubar mit seinen Sucos Sananain, Batara und Fatumaquerec, im Süden an das Verwaltungsamt Barique mit dem gleichnamigen Suco, im Osten an das Verwaltungsamt Laleia mit seinem Suco Cairui. Im Südosten berührt Cribas an einem Punkt das zur Gemeinde Viqueque gehörende Verwaltungsamt Lacluta mit seinem Suco Laline. Der Fluss Haeraun durchquert von Süden kommend den Westen von Cribas, im Osten entspringt der Tuqueli, der in den etwas östlich entspringenden Bucana mündet. An der Nordostecke Cribas mündet der östliche Grenzfluss Boi in den Bucana. Diese Flüsse gehören alle zum System des Laleias. Nicht so der Sumasse, der westliche Grenzfluss, und der in ihn mündende Grenzfluss zu Ailili, der Lago Birac. Sie gehören zum System des Nördlichen Laclós. Zwischen den Flüssen Haeraun und Tuqueli liegt der Monte Beco Mean mit einer Höhe von 971 m. In der Aldeia Ueubani stürzt der Haeraun einige Meter den Cribas-Wasserfall herab.
Durch den Westen von Cribas führt von der Stadt Manatuto an der Nordküste Timors eine Überlandstraße zum Ort Laclubar im Süden. An ihr liegen Tuquete (Tuqueti, Tuquetin) und weiter nördlich Cribas (Athoc, Atahoc), die größeren Siedlungen des Sucos. Hier befindet sich die Grundschule Escola Primaria Cribas und eine prä-sekundäre Schule.
Im Suco befinden sich die fünf Aldeias Athoc, Caunua, Ranac, Tuquete und Ueubani (Weubani).

## Einwohner

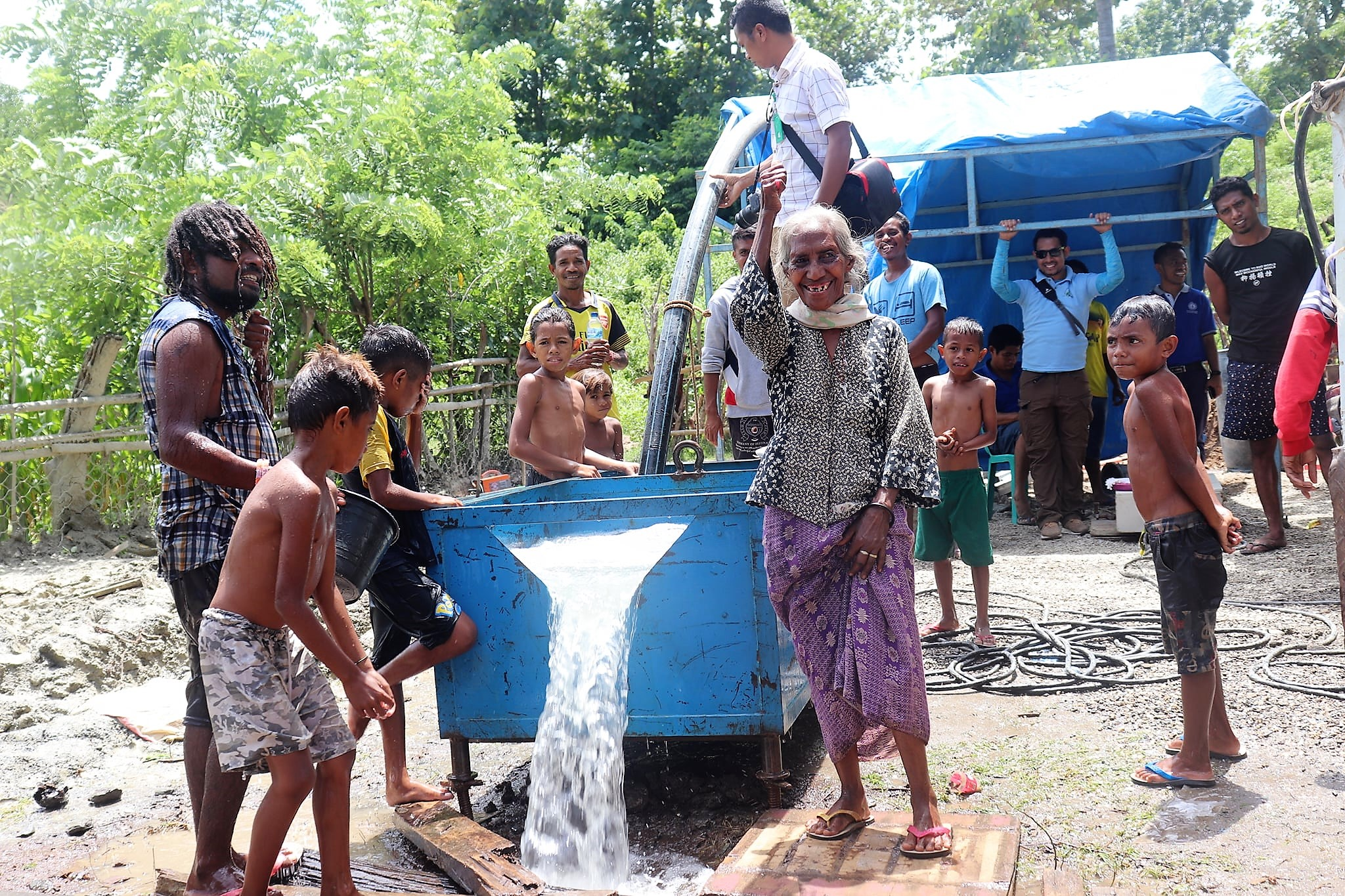
Wasserstelle in Cribas

Im Suco leben 2.892 Einwohner (2022), davon sind 1.464 Männer und 1.428 Frauen. Im Suco gibt es 453 Haushalte. Cribas ist das Zentrum der malayo-polynesischen Sprache Habun. Fast 64 % der Einwohner geben Habun als ihre Muttersprache an. Fast 31 % sprechen Idaté, über 2 % Tetum Prasa, weitere knapp 2 % Galoli und eine kleine Minderheit Tetum Terik.

## Geschichte
Während der  Schlacht um Timor (1942–1945) stürzte am 21. August 1942 ein Hudson-Bomber der Royal Australian Air Force ab, im äußersten Westen der Aldeia Ranac, zwischen der Überlandstraße und dem Fluss Sumasse.
In Tuquete befand Ende 1979 sich ein Internierungslager für osttimoresische Zivilisten (Transit Camp), die zur besseren Bekämpfung der FALINTIL von den indonesischen Besatzern umgesiedelt werden sollten.

## Politik
Bei den Wahlen von 2004/2005 wurde Peregrino Xavier Martins zum Chefe de Suco gewählt. Bei den Wahlen 2009 gewann Eurico Alves und wurde 2016 in seinem Amt bestätigt.

## Wirtschaft
In Cribas gibt es kleine Erdölvorkommen.